# Acequia (Idaho)
Acequia es una ciudad ubicada en el condado de Minidoka en el estado estadounidense de Idaho. En el año 2010 tenía una población de 124 habitantes y una densidad poblacional de 155 personas por km².

## Geografía
Acequia se encuentra ubicado en las coordenadas 42°40′6″N 113°35′42″O / 42.66833, -113.59500. Según la Oficina del Censo, la localidad tiene un área total de 0,8 km² (0,3 mi²), de la cual 0,8 km² (0,3 mi²) es tierra y 0 km² (0 mi²) (0.0%) es agua.

## Demografía
En el 2000 la renta per cápita promedia del hogar era de $26,563, y el ingreso promedio para una familia era de $24,375. En 2000 los hombres tenían un ingreso per cápita de $22,500 contra $13,125 para las mujeres. El ingreso per cápita para la localidad era de $10,430. Alrededor del 23.7% de la población estaba bajo el umbral de pobreza nacional.